# زهرة تتار
زهرة تتار (ولدت في 10 نوفمبر 1992) هي لاعبة رمي مطرقة جزائرية. تنافست في دورة الألعاب الأولمبية الصيفية 2024. في حدث رمي مطرقة للسيدات على ستاد دو فرانس وحلت في المركز 25 في مرحلة التصفيات،  ولم تتأهل إلى المرحلة النهائية.
عبَّرت عن عدم رضاها عن الرقم الذي سجلته في منافسات تصفيات مسابقة رمي المطرقة للسيدات في أولمبياد باريس 2024، لكنها ترى أن مجرد المشاركة في الأولمبياد شرف لأي رياضي.